# Mono Masters
Mono Masters är ett musikalbum från 2009, med Beatleslåtar mixade i mono.
Den 9 september 2009 återutgavs alla Beatles officiella album utgivna mellan 1963 och 1970 på etiketterna Parlophone och Apple, i nyremastrade CD-utgåvor på skivbolaget EMI. Stereoversioner av albumen gavs ut i en samlingsbox och separat. Monoversionerna gavs däremot enbart ut i en box med begränsad upplaga.
När Beatlesskivorna 1987 första gången överfördes till CD hade låtarna som ursprungligen inte fanns med på LP-skivorna, främst från singlar, samlats på de två samlingsskivorna Past Masters Volume 1 och Past Masters Volume 2. Dessa sammanfördes nu till en dubbel-CD med titeln Mono Masters
Den innehåller i stort samma spår som nya Past Masters fast med monoljud. Vissa skillnader finns dock. I Mono Masters ingår tidigare outgivna monomixningar av Lennon-McCartneys "Across the Universe" (den version som gavs ut i stereo på Världsnaturfondens samlings-LP No One's Gonna Change Our World) 1969 samt de fyra låtarna som ingick i filmen Yellow Submarine: George Harrisons "It's All Too Much" och "Only a Northern Song" samt Lennon-McCartneys "All Together Now" och "Hey Bulldog". LP:n Yellow Submarine hade visserligen givits ut i mono 1969, men till skillnad från tidigare monoskivor hade man enbart lagt ihop vänster och högerstereokanal. Eftersom "Only a Northern Song" enbart var mixad i mono och utgiven i fejkstereo på stereoversionen lät ljudet på monoskivan konstigt.
På Mono Masters saknas å andra sidan de låtar som 1969 och 1970 aldrig mixats i mono: "The Ballad of John and Yoko", "Old Brown Shoe" och "Let It Be".
Singlar från 1967 ingår varken i Past Masters eller Mono Masters eftersom man valt att ge ut den amerikanska versionen av albumet Magical Mystery Tour, där dessa låtar finns med som utfyllnad. 

## Låtlista

### Mono Masters, Vol. 1
- 1. Love Me Do (Original Single Version) (Mono) (1962) (ursprunglig singel med Ringo Starr på trummor)
- 2. From Me To You (Mono) (1963)
- 3. Thank You Girl (Mono) (1963)
- 4. She Loves You (Mono)  (1963)
- 5. I'll Get You (Mono)  (1963)
- 6. I Want To Hold Your Hand (Mono)  (1963)
- 7. This Boy (Mono)  (1963)
- 8. Komm Gib Mir Deine Hand (Mono)  (1964) (I Want To Hold Your Hand med tysk text)
- 9. Sie Liebt Dich (Mono) (1964)(She Loves You med tysk text)
- 10. Long Tall Sally (Mono) (1964)
- 11. I Call Your Name (Mono) (1964)
- 12. Slow Down (Mono) (1964)
- 13. Matchbox (Mono) (1964)
- 14. I Feel Fine (Mono) (1964))
- 15. She's A Woman (Mono) (1964)
- 16. Bad Boy (Mono) (1965)
- 17. Yes It Is (Mono) (1965)
- 18. I'm Down (Mono) (1965)

### Mono Masters, Vol. 2
- 1. Day Tripper (Mono) (1965)
- 2. We Can Work It Out (Mono) (1965)
- 3. Paperback Writer (Mono) (1966)
- 4. Rain (Mono) (1966)
- 5. Lady Madonna (Mono) (1968)
- 6. The Inner Light (Mono) (1968)
- 7. Hey Jude (Mono) (1968)
- 8. Revolution (Mono) (1968)
- 9. Only A Northern Song (Mono) (1969) (tidigare outgiven monomixning)
- 10. All Together Now (Mono) (1969)) (tidigare outgiven monomixning)
- 11. Hey Bulldog (Mono) (1969) (tidigare outgiven monomixning)
- 12. It's All Too Much (Mono) (1969) (tidigare outgiven monomixning)
- 13. Get Back (Mono) (1969)
- 14. Don't Let Me Down (Mono) (1969)
- 15. Across The Universe (Mono) (1969) (tidigare outgiven monomixning av versionen till välgörenhets-LP:n No One's Gonna Change Our World)
- 16. You Know My Name (Look Up The Number) (Mono) (1970)